# Emmausz-járás
 Az Emmausz-járás a Bóly településen élő német nemzetiség mintegy 100 éve élő húsvéthétfői néphagyománya.

## Eredete
A szokás azt a bibliai történetet eleveníti meg, amikor a feltámadt Jézus megjelenik az Emmausz felé tartó tanítványainak. A tanítványok először nem ismerik őt föl, elbeszélgetnek vele, majd Emmauszba érve vacsorára hívják, ahol felnyílik a szemük, és rádöbbennek, hogy Jézus végig velük volt.
A hagyományt a török idők alatt elnéptelenedett faluba a 18. század folyamán betelepített német nemzetiségű lakosság alakította ki, akik egyben a szőlőművelést is meghonosították itt. 
Ez a sváb népszokás a történetnek azt az üzenetét ragadja meg, miszerint azért hívják meg egymást saját otthonaikba, hogy megismerkedjenek egymással, és ápolják a közösség összetartozás-érzését.
A szokás kialakulásában nagy szerepet játszott, hogy a szőlőhegyek által körülvett központi részen a mélyen vallásos katolikus bólyiak Kálvária-kápolnát állítottak, ahol plébánosuk szívesen tartotta a húsvéthétfői misét. A mise után hazafele a férfiak betértek a közeli présházakba, hogy egymás borát megkóstolják. Hogy az asszonyok és gyerekek ne várják őket hiába, életre hívták az Emmausz-járást, hogy az egész család részt vehessen a vendégeskedésben.

## Leírása
Húsvéthétfőn délben-délután a családok összekészítik az ünnepre készült ínyencségeket: sonkát, főtt tojást, tormát, ünnepi süteményeket, ezekkel mennek a présházakhoz. Jellegzetes helyi borkorcsolya az úgynevezett „pekkes” kifli, aminek neve a német „sütni” (backen) szóra utal . A felnőttek koccintással, a gyerekek közös játékkal töltik a délutánt. Jó időben a présházak előtt játszanak fogócskát, vagy táncolnak. A zenét a szomszéd falu tamburazenekara vagy a helyi művelődési ház muzsikusai szolgáltatják, amiért megbeszélés szerinti borkóstolóra hívják meg őket. A falu közepén a gyerekek számára szervezett népi játszóház nagy népszerűségnek szokott örvendeni. A társaságok akár 30-40 főből is állhatnak, és a vacsorát is együtt fogyasztják el a családi pincékben.

## Jelentősége
Bár a szokás az év egyetlen kitüntetett napján elevenedik meg, fontos kifejezője az itt élők közösségi életének, mely a többi 364 napon is aktív. A történelem viharai során az eredeti sváb lakosság mellé magyarok is költöztek, akik szintén átvették a szokást, amely így beilleszkedésük, befogadásuk jelképévé vált, az evangéliumi történettel teljes összhangban. Ez a szokás így szép példája a nemzetiségek békés együttélésének. Az 1997-ben városi rangra emelkedett Bóly számára turistacsalogató esemény is lett, amely az odalátogatókat a Mohács-Bóly Fehérborút termékeinek megízlelésére nyújt kitűnő alkalmat.

## Megőrzése
Az Emmausz-járás eredendően spontán szerveződésű esemény. Az 1990-es években a hivatalok emberei és civil szervezetek is elismerték a hagyomány közösségépítő szerepét, ennek megfelelően kezdték kivenni részüket a szokás továbbvitelében. A helyi pincetársaságok számára gazdasági érdekké is vált a tradíció megtartása és hirdetése a nagyközönség felé is. 
A néphagyomány fenntartható megtartásában fontos szerepet játszott a pincék és a többi ünnepi helyszín összközművesítése, a szabadtéri rendezvényeknek helyt adó Kántor-rét tereprendezése, valamint a pincefalu védelem alá helyezése. 
A programra a város kulturális központja minden évben színvonalas előadásokat szervez tánccsoportok és zenekarok fellépésével. A csekély érdeklődés miatt a zsibvásár-hangulatot keltő búcsúsok megjelenése nem jellemző, így a rendezvény megőrizheti eredeti népi jellegét.

## A szellemi kulturális örökség nemzeti jegyzékén
Az esemény 2011 szeptemberében került fel a Szellemi kulturális örökség listájának nemzeti jegyzékébe két másik elemmel együtt, ezek: Pünkösdi templomdíszítés Mendén, Tikverőzés Mohán.